# Ґултеппа (Кулобський район)
Ґултеппа́ (тадж. Гултеппа) — село у складі Хатлонської області Таджикистану. Входить до складу Даханського джамоату Кулобського району.
Село розташоване на каналі Дахана.
Назва означає квітковий пагорб.
Населення — 852 особи (2010; 857 в 2009).